# Felparkering

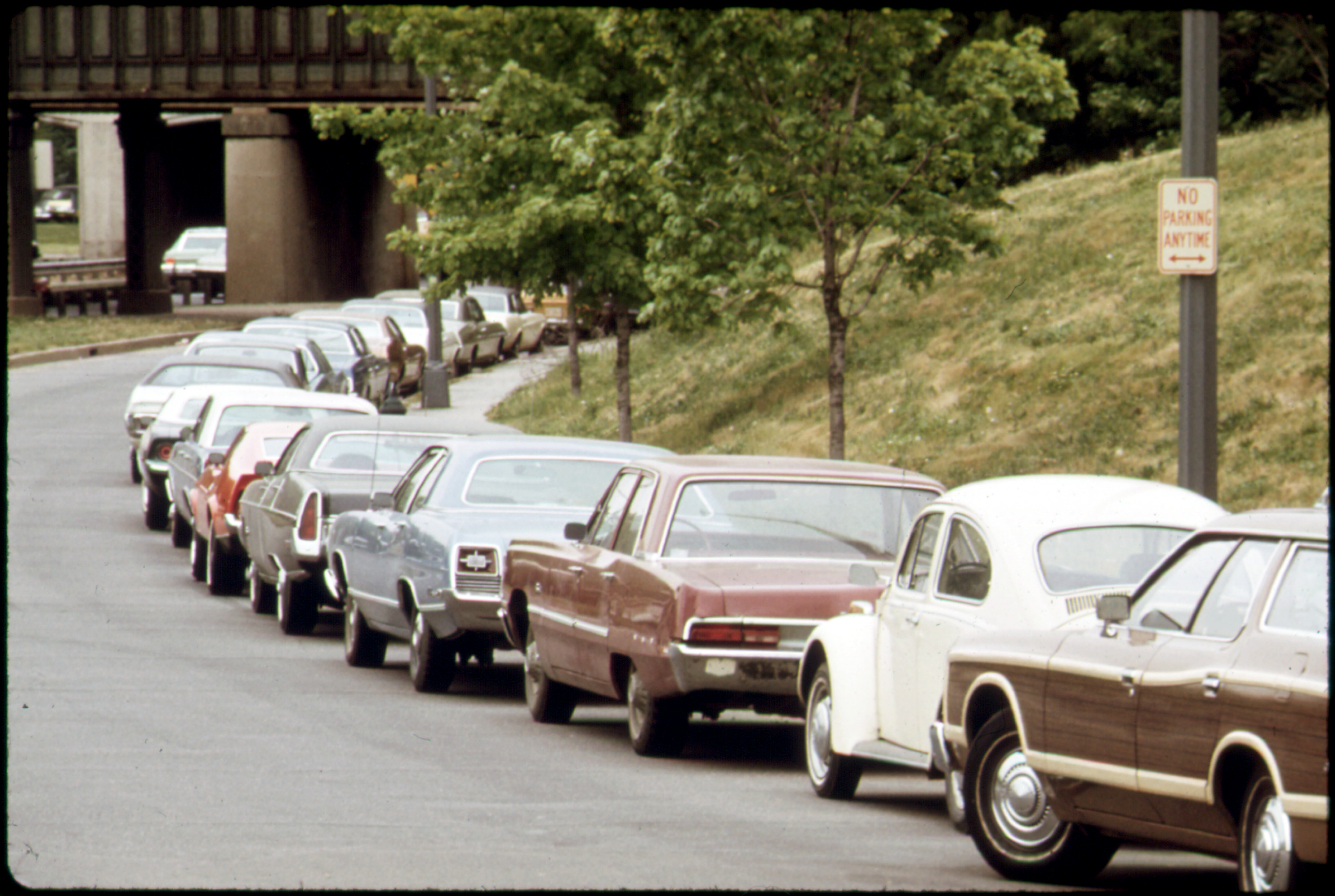
Parkerade bilar där strängt parkeringsförbud råder.

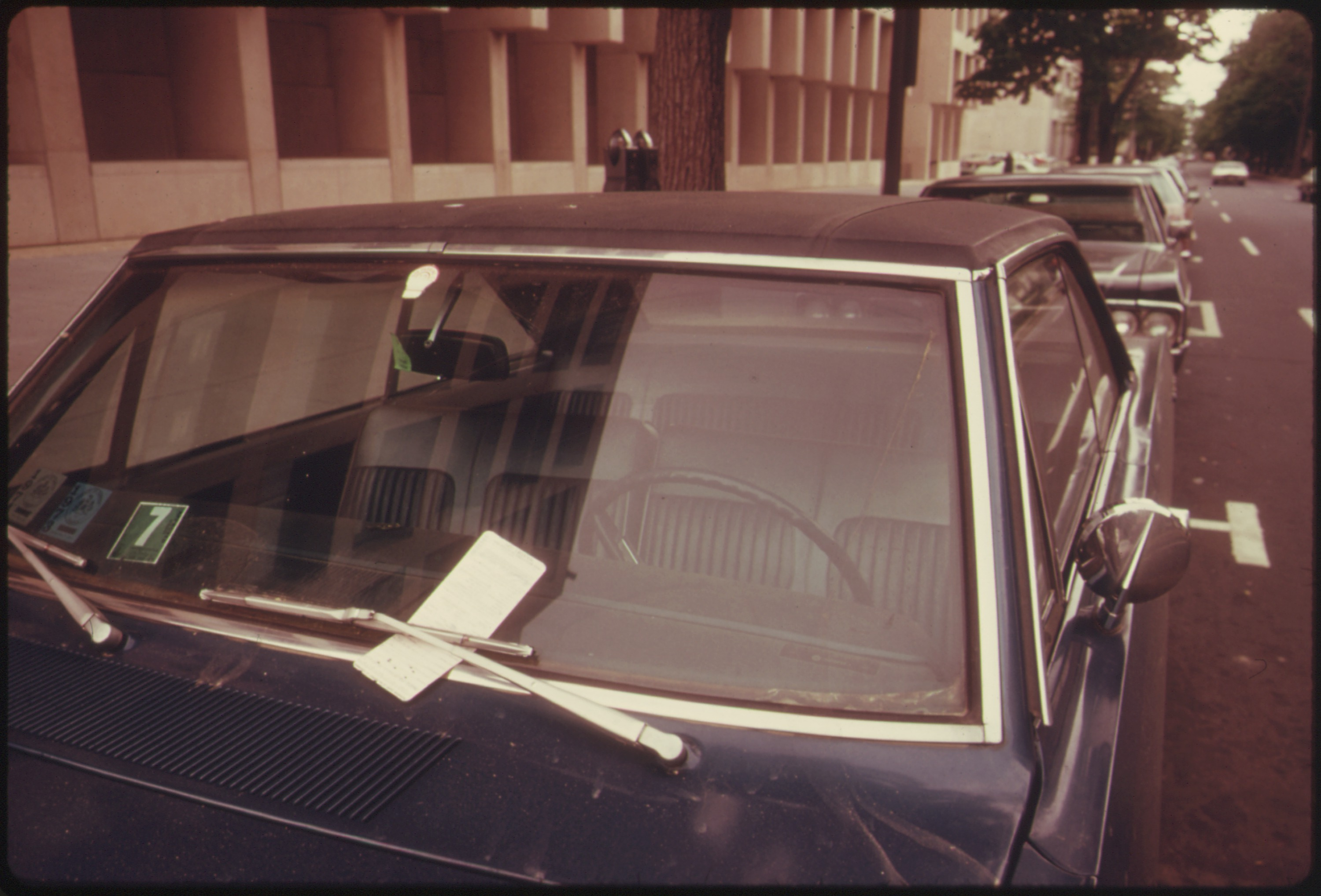
En bilist har fått böter efter att ha felparkerat bilen.

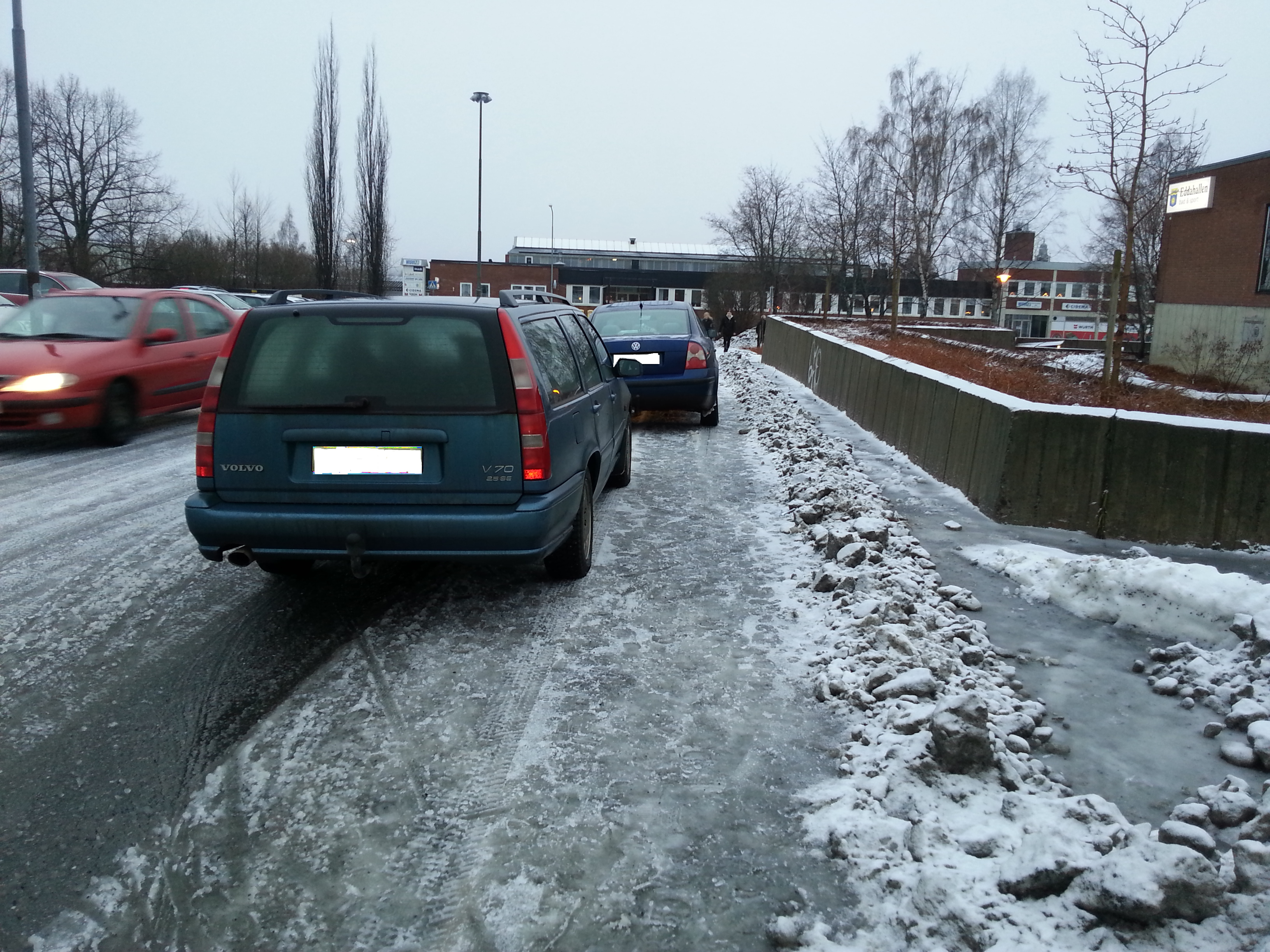
Bil som felaktigt parkerat på trottoar som även blockeras av snöhögar.

Felparkering innebär att ett fordon är uppställt i strid med de parkeringsbestämmelser som råder på platsen.
Felparkering kan avse att fordonet är parkerad där parkering inte är tillåten, att den är uppställd på en parkeringsplats eller plats där parkering tillåts men där man bryter mot parkeringsreglerna där.
Parkeringsreglerna skiljer sig från land till land och också kan också skilja sig inom länderna. Övervakning och påföljd vid brott mot parkeringsbestämmelser skiljer sig åt. I de flesta länder är det ägaren och inte föraren, eller ägaren och föraren solidariskt som anses ansvarig för en felparkering, detta eftersom det kan vara svårt att bevisa vem som körde bilen då den parkerades.

## Sverige
I Sverige sker övervakning i de större städerna av parkeringsvakter. På kommunal mark kan både förordnad parkeringsvakt och polisman utfärda en parkeringsanmärkning. På tomtmark (privat mark) är det markägaren själv eller anlitat parkeringsbolag som står för övervakningen. När det är av vikt att veta hur länge ett fordon stått på en plats används om möjligt ventilkontroll. Vid en ventilkontroll dokumenterar däckventilernas läge före och efter en kontrollerad tidsperiod. Andra metoder för att fastställa hur länge ett fordon varit uppställd på en plats kan även förekomma.
Foton och skriftlig notering har högt bevisvärde i en domstol och står i regel över eventuella vittnens påståenden. Själva felparkeringsblanketten är en sådan skriftlig notering. Polis och parkeringsvakter har hög trovärdighet i domstol och står över bilägare och vittnen i rang.
Följden vid felparkering är i Sverige på allmänna gator och vägar en parkeringsanmärkning och på tomtmark (privat mark) en kontrollavgift som tas ut av markägaren.